# C.E. Feiling
Carlos Eduardo Antonio «Charlie» Feiling (Rosario, 5 de junio de 1961-Buenos Aires, 22 de julio de 1997), más conocido como C. E. Feiling, fue un escritor, periodista, crítico literario, docente y traductor argentino. Murió prematuramente a los 36 años, habiendo publicado únicamente tres novelas, cada una de ellas realizada en base a un género literario en específico: El agua electrizada (1992, policial), Un poeta nacional (1993, aventuras) y El mal menor (1996, terror), además de un libro de poemas, Amor a Roma (1995).
Después de su fallecimiento, se publicó en el 2005 un libro de artículos críticos y periodísticos suyos titulado Con toda intención, y una antología llamada Los cuatro elementos, con toda su narrativa y el primer capítulo de lo que hubiese sido su cuarta novela. En el 2019, se estrenó El prófugo, adaptación de su tercera novela. Entre los años 2020 y 2023, Luis Chitarroni y tres editoriales independientes reeditaron su obra completa, lo que, sumado a la película de Natalia Meta, contribuyó a visibilizar y darle vigencia a su obra en el ámbito literario argentino.

## Biografía

### Primeros años y formación
De familia de origen inglés, Carlos Eduardo Antonio Feiling nació el 5 de junio del año 1961 en la ciudad de Rosario, Argentina. Sus padres quisieron bautizarlo como Charles Edward Anthony Keith Feiling, pero las autoridades del Registro Civil lo registraron como Carlos Eduardo Antonio. Sin embargo, su familia y amigos siempre lo llamaron «Charlie». Se licenció en Letras por la Universidad de Buenos Aires, donde impartió clases de latín y lingüística. Además, dio clases en la Universidad de Nottingham.

### Trayectoria literaria
En el año 1990, Feiling decidió abandonar el ámbito académico para comenzar su carrera como escritor, en la que tuvo como proyecto abordar la novela desde todos los géneros literarios que fuesen posibles. De esta forma, entre 1992 y 1996 publicó sus únicas tres obras narrativas: El agua electrizada (1992, novela policial), Un poeta nacional (1993, novela de aventuras) y El mal menor (1996, novela de terror). Con esta última, resultó finalista en 1995 del Premio Planeta. Ese mismo año, publicó su único libro de poesía, Amor a Roma, y en 1997 prologó la antología Los mejores cuentos de terror.
Como periodista, colaboró en diversas revistas y diarios como Vuelta, Revista Latinoamericana de Filosofía, El Porteño, Lenguaje en Contexto, Babel, El Ciudadano y Conjetural, La Nación, Clarín, El Cronista y Página/12.

### Fallecimiento y legado
Feiling falleció el 22 de julio del año 1997 en la ciudad de Buenos Aires a los treinta y seis años de edad, a causa de una leucemia. Dejó inconclusa su cuarta novela, La tierra esmeralda, en la que planeaba abordar el género fantástico y de la que sólo llegó a finalizar y corregir su primer capítulo.
En el 2005, la editorial Sudamericana publicó Con toda intención, una selección de textos críticos y periodísticos suyos. Dos años más tarde, en 2007, el sello Norma editó la antología Los cuatro elementos, que recoge su narrativa completa y el primer capítulo de lo que hubiese sido su cuarta novela. En el 2012, el escritor Ricardo Piglia reeditó y prologó El mal menor en su colección Serie del Recienvenido del Fondo de Cultura Económica, donde la llamó «memorable no sólo por su elaboración de la temática del género o la intensidad de su intriga sino por la calidad de su prosa».
En el 2019, tuvo su estreno la película El prófugo, basada en El mal menor y dirigida por Natalia Meta, a buena recepción de crítica y público. Entre los años 2020 y 2023, su amigo y editor Luis Chitarroni y tres editoriales independientes (La Parte Maldita, Alto Pogo y La Bestia Equilátera) reeditaron la totalidad de su obra, lo que, sumado a la cinta, provocó que la obra de Feiling cobrase vigencia y renovada notoriedad en el panorama literario argentino.

## Obra

### Novela
- El agua electrizada (1992, Sudamericana)
- Un poeta nacional (1992, Sudamericana)
- El mal menor (1992, Planeta)

### Poesía
- Amor a Roma (1995, Sudamericana)

### Antología
- Los mejores cuentos de terror (1997, Ameghino)
- Con toda intención (2005, Sudamericana)
- Los cuatro elementos (2007, Norma)